# Hatsuaki (manzana)
Hatsuaki (en japonés: 初明) es el nombre de una variedad cultivar de manzano (Malus domestica). 
Un híbrido de manzana del cruce de 'Jonathan' x 'Golden Delicious'. Criado en 1939 en la Estación Experimental de Árboles Frutales de Morioka Japón. Fue introducido en las redes comerciales en 1976. Las frutas son crujientes y jugosas. Tolera la zona de rusticidad delimitada por el departamento USDA, de nivel 5.

## Sinonimia
- "Hatsvaki"

## Historia
'Hatsuaki' es una variedad de manzana, híbrido del cruce de 'Jonathan' x 'Golden Delicious'. Desarrollado y criado a partir de Parental-Madre 'Jonathan' mediante una polinización por Parental-Padre la variedad 'Golden Delicious'. Criado en 1939 en la Estación Experimental de Árboles Frutales de Morioka Japón. Fue introducido en las redes comerciales en 1976.
'Hatsuaki' está cultivada en diversos bancos de germoplasma de cultivos vivos tales como en National Fruit Collection (Colección Nacional de Fruta) de Reino Unido con el número de accesión: 1994-042 y Nombre Accesión : Hatsuaki.

## Características
'Hatsuaki' árbol de extensión erguida, de vigor moderadamente vigoroso, portador de espuela. Tiene un tiempo de floración que comienza a partir del 6 de mayo con el 10% de floración, para el 8 de mayo tiene una floración completa (80%), y para el 14 de mayo tiene un 90% caída de pétalos.
'Hatsuaki' tiene una talla de fruto grande; forma globoso cónica, altura 62.43mm, y anchura 74.73mm; con nervaduras de débiles a medias y corona muy débil; epidermis tiende a ser dura con color de fondo es amarillo, con un sobre color naranja, importancia del sobre color medio, y patrón del sobre color rayas / moteado, presentando franjas rojo anaranjado en las caras expuestas al sol, pequeñas manchas de "russeting" en la cavidad del tallo, y grandes lenticelas de "russeting" en las caras, "russeting" (pardeamiento áspero superficial que presentan algunas variedades) muy bajo; cáliz pequeño y parcialmente abierto, ubicado en una cuenca poco profunda en forma de embudo; pedúnculo largo y de calibre delgado, colocado en una cavidad estrecha y moderadamente profunda; carne de color blanco amarillento, crujiente, de grano grueso, y muy jugoso. Sabor dulce a dulce-agudo.
Su tiempo de recogida de cosecha se inicia a principios de octubre. Se mantiene bien durante un mes en cámara frigorífica.

## Progenie
'Hatsuaki' es el Parental-Madre, nuevas variedades de manzana:
- Kotaro ( 'Hatsuaki' x 'Fuji' )

## Usos
Una excelente manzana para comer en postre de mesa, y para hacer jugos.

## Ploidismo
Diploide, auto estéril. Grupo de polinización: D, Día 12.